# Aneurin Barnard
Aneurin Barnard est un acteur britannique, né le 8 mai 1987 à Bridgend dans le Borough de l'Ogwr (Pays de Galles).

## Biographie
Aneurin Barnard est né le 8 mai 1987 à Bridgend, dans le sud du Pays de Galles et grandi à Ogmore Vale. Sa langue maternelle est le gallois. Il commence le théâtre à 11 ans, en 1999, au Bridgend County Youth Theatre. Il étudie le théâtre au Royal Welsh College of Music & Drama, dont il est diplômé en 2008. Pendant cette période, il apparaît dans divers productions théâtrales.

## Carrière
Barnard a joué dans la série de ITV Wales & West Jacob's Ladder à l'âge de 16 ans. Il est apparu dans des rôles d'invité dans les séries télévisées Y Pris, Doctors et Casualty. Il est également apparu dans les courts métrages The Big Day, Night on the Tiles et Owl Creek Bridge, lauréat du BAFTA Cymru.
En février 2009, il se fait connaître en interprétant le rôle de Melchior lors de la première londonienne de la comédie musicale L'Éveil du printemps (Spring Awakening) au Lyric Hammersmith. La pièce est ensuite transférée au Novello Theatre de mars à mai 2009. Barnard est récompensé d'un Laurence Olivier Award.
En 2011, Barnard a joué dans Hunky Dory aux côtés de Minnie Driver. Il y interprète le rôle de Davey et chante plusiseurs chansons, comme « Life on Mars? » de David Bowie et « Love, Reign o'er Me » de The Who.
En 2011, il joue dans Guinea Pigs, un film d'horreur à micro-budget sur des volontaires qui luttent pour leur vie après qu'un essai de médicament ait mal tourné. En 2012, il joue dans les films d'horreur Elfie Hopkins et Citadel.
En janvier 2012, Barnard a tenu le rôle du photographe David Bailey dans le téléfilm À nous Manhattan, qui relate la relation du photographe avec la mannequin Jean Shrimpton, interprétée par Karen Gillan. Toujours en 2012, il tourne dans le film d'aventure fantastique Les Aventures extraordinaires d'un apprenti détective dans le sud-ouest de l'Angleterre, tenant le rôle-titre de Mariah Mundi aux côtés de Michael Sheen. Le film est sorti en 2014.
En 2013, Barnard a également joué dans Trap for Cinderella et inteprêté Claude dans le thriller dramatique de Francesca Gregorini, La Vérité sur Emanuel, avec Kaya Scodelario dans le rôle titre. La même année, il incarne le roi d'Angleterre Richard III dans la série télévisée The White Queen sur BBC One, qui raconte l'histoire de la reine Élisabeth Woodville (Rebecca Ferguson). Il a également tenu le rôle de John Trenchard dans une adaptation en deux parties de Moonfleet sur Sky TV.
En 2014, il tient le rôle du manageur musical Bobby Willis dans le drame en trois parties d'ITV, Cilla.
En 2016, il tient le rôle du prince Boris Drubetskoï dans l'adaptation télévisée de Guerre et Paix de Léon Tolstoï par Andrew Davies, diffusée sur BBC One, pour laquelle il a été nommé meilleur acteur (Yr Actor Gorau) aux BAFTA Cymru Awards. Il interprète Tim Hobson, le petit ami d'Ivy Moxham (jouée par Jodie Comer) dans le drame Thirteen de la BBC.
En 2017, Barnard a tenu le rôle principal de Wolfgang Amadeus Mozart dans Interlude in Prague et celui du soldat Gibson dans Dunkerque de Christopher Nolan, aux côtés d'Harry Styles et de Fionn Whitehead. Il apparaît également dans Holodomor, la grande famine ukrainienne. L'année suivante, il a tenu le rôle de William dans la comédie britannique Dead in a Week or Your Money Back.
En 2021, Barnard a joué dans le drame carcéral Time de BBC One aux côtés de Sean Bean et Stephen Graham, ce qui lui a valu une deuxième nomination pour le prix du meilleur acteur (Yr Actor Gorau) aux BAFTA Cymru Awards.
En 2022, il interprète Daniel Solace dans la série Netflix 1899, produite par Jantje Friese et Baran bo Odar. La série n'est cependant pas reconduite pour une deuxième saison.
En 2023, Barnard a tenu le rôle de Ryan dans la série The Catch de Channel 5 en janvier 2023, aux côtés de Jason Watkins et Poppy Gilbert, et a tourné le long métrage télévisé Men Up de la BBC, sur les premiers essais cliniques du médicament Viagra qui ont eu lieu à Swansea en 1994.
En 2024, il apparaît dans la quatorzième saison de Doctor Who, où il interprète l'homme politique Roger ap Gwilliam,, et dans Timestalker d'Alice Lowe.

## Filmographie

### Cinéma
- 2005: A Night on the Tiles (Court métrage) : Bev
- 2007: Owl Creek Bridge (Court métrage) : Damien
- 2008: In Deep (Court métrage) : Phil Matthews
- 2011: Elsewhere (Court métrage) : Nick
- 2011 : Le Sang des Templiers de Jonathan English : Squire
- 2011: Powder : Miguel
- 2011: Queen of Hearts (Court métrage) : le mauvais chevalier
- 2011: Guinea Pigs de Ian Clark
- 2012 : Hunky Dory de Marc Evans : Davey
- 2012 : Citadel de Ciaran Foy : Tommy
- 2012: Elfie Hopkins de Ryan Andrews : Dylan Parker
- 2012 : The Facility : Adam
- 2013 : Trap for Cinderella de Iain Softley : Jake
- 2013 : La Vérité sur Emanuel de Francesca Gregorini : Claude
- 2013 : Les Aventures extraordinaires d'un apprenti détective (The Adventurer: The Curse of the Midas Box) de Jonathan Newman : Mariah Mundi
- 2013 : Mary Queen of Scots de Thomas Imbach : Darnley
- 2014 : Les Aventures extraordinaires d'un apprenti détective : Mariah Mundi
- 2017 : Holodomor, la grande famine ukrainienne de George Mendeluk: Mykola
- 2017 : Interlude in Prague de John Stephenson : Wolfgang Amadeus Mozart
- 2017 : Dunkerque (Dunkirk) de Christopher Nolan : Gibson
- 2018 : Run (Court métrage) : Jorey
- 2018 : Bigger de George Gallo: Ben Weider
- 2018 : Dead In A Week (or your money back) de Tom Edmunds : William
- 2019 : Radioactive de Marjane Satrapi : Paul Langevin
- 2019 : Le Chardonneret (The Goldfinch)  de John Crowley : Boris adulte
- 2019 : The Personal History of David Copperfield d'Armando Iannucci : James Steerforth
- 2024 : Timestalker d'Alice Lowe : Alex
- 2025 : Mr. Burton de Marc Evans : Elfed, le beau-frère de Richard Burton
- 2025 : Rogue Trooper de Duncan Jones : Rogue Trooper (voix)
- Date inconnue : Past Life de Simeon Halligan : Jason Frey

### Télévision
- 2003 : Jacob's Ladder : Jonathan jeune
- 2007 : Y Pris de Gareth Bryn et Ed Talfan : Tupac
- 2008 : Casualty de Jeremy Brock et Paul Unwin : Damien (1 épisode)
- 2009 : Doctors de Chris Murray : Chas Murdoch (1 épisode)

- 2012 : À nous Manhattan (We'll Take Manhattan) de John McKay (en) (téléfilm) : David Bailey
- 2013 : The White Queen de James Kent : Richard III
- 2013 : Moonfleet d'Aschley Pharaon : John Trenchard
- 2013 : Miss Marple de Peter McAleese : Robbie Hayman (saison 6, 1 épisode)
- 2014 : Under Milk Wood de Kevin Allen (téléfilm) : voix
- 2014 : Cilla de Jeff Pope : Robert "Bobby" Willis Jr. (3 épisodes)
- 2015 : The Scandalous Lady W de Sheree Folkson  (téléfilm) : Maurice George Bisset
- 2015 : Killing Jesus de Walon Green : Jacques de Zébédée
- 2016 : Thirteen de Marnie Dickens : Tim Hobson
- 2016 : Guerre et Paix :  Boris Drubetskoy
- 2017 : SS-GB de Len Deighton : Jimmy Dunn
- 2019 : Sherwood de Diana Manson et Megan Laughton : Gisbourne (voix)
- 2019 : Inspecteur Barnaby : Freddie Lamb (saison 21, épisode 4)
- 2020 : Barkskins de Elwood Reid : Hamish Goames
- 2021 : The Pact de Pete McTighe : Jack Evans
- 2021 : Time de Jimmy McGovern : Bernard
- 2022 : Peaky Blinders de Steven Knight : le docteur Holford (saison 6, 2 épisodes)
- 2022 : 1899 : Daniel Solace
- 2023 : The Catch de Michael Crompton : Ryan Wilson
- 2023 : Men Up de Ashley Way (téléfilm) : le docteur Dylan Pearce
- 2024 : Doctor Who : Roger ap Gwilliam

### Clip
- Stereophonics - C'est La Vie
- Stereophonics - I Wanna Get Lost With You

## Théâtre
- 2009 : L'Éveil du printemps de Steven Sater et Duncan Sheik : Melchior

## Distinctions
- 2010 : Laurence Olivier Award du meilleur acteur dans une comédie musicale pour L'Éveil du printemps.
- 2012 : Meilleur Acteur pour Citadel au Festival international du film fantastique de Puchon[19].